# Exposition spécialisée de 1974
L’Exposition de Spokane (1974) est une Exposition dite « spécialisée », reconnue par le Bureau international des expositions (BIE) qui s’est tenue du 4 mai au 3 novembre 1974 dans la ville de Spokane, aux États-Unis, sur le thème « Le progrès sans pollution. »
Elle fut inaugurée le 4 mai 1974 par le Président Richard M. Nixon.
Considérée comme la première Exposition internationale consacrée à l’environnement, elle fut également la première à avoir lieu dans une ville de cette taille. 
Une grande partie du site de l’Exposition fut récupérée pour l'Expo et était auparavant occupée par le Great Northern Railroad Depot. La planification de l'Expo comprenait également un nettoyage à grande échelle de la ville et de son environnement.
De nombreux événements ont permis de promouvoir le thème environnemental, tels que notamment, le colloque de la Journée mondiale de l’environnement des Nations unies, la journée de la Commission économique et sociale pour l’Asie et le Pacifique du Conseil économique et social des Nations unies.
Le choix d’organiser une Exposition internationale de l'Environnement à Spokane a été fait le 2 juin 1971 par les États membres du Bureau international des expositions. L’Exposition fut reconnue le 21 novembre 1971 par l’Assemblée générale du Bureau international des expositions.